# Eugène-Louis-Joseph-Gabriel Burlot
Eugène-Louis-Joseph-Gabriel Burlot, francoski general, * 1886, † 1944.